# Banca Catalana (Manresa)
L'edifici de Banca Catalana de Manresa (Bages) és una obra historicista protegida com a bé cultural d'interès local. S'acabà de construir el 1900.

## Descripció
És un edifici d'ampla façana. Antigament eren dos edificis iguals però tractats unitàriament. Estructura de planta baixa i dos pisos, de composició unitària i simètrica, amb dues torratxes de planta quadrada que sobresurten del terrat, rematades amb llanternes i cúpula d'escames ceràmiques. La façana principal és simètrica amb un esquema horitzontal accentuat amb el fris de finestres del pis superior que contrasta amb la verticalitat de les obertures amb planta baixa i pis. Remat superior amb barana calada d'obra i cornisa. Totxo arrebossat i elements de pedra.